# Konsthallen Hishult

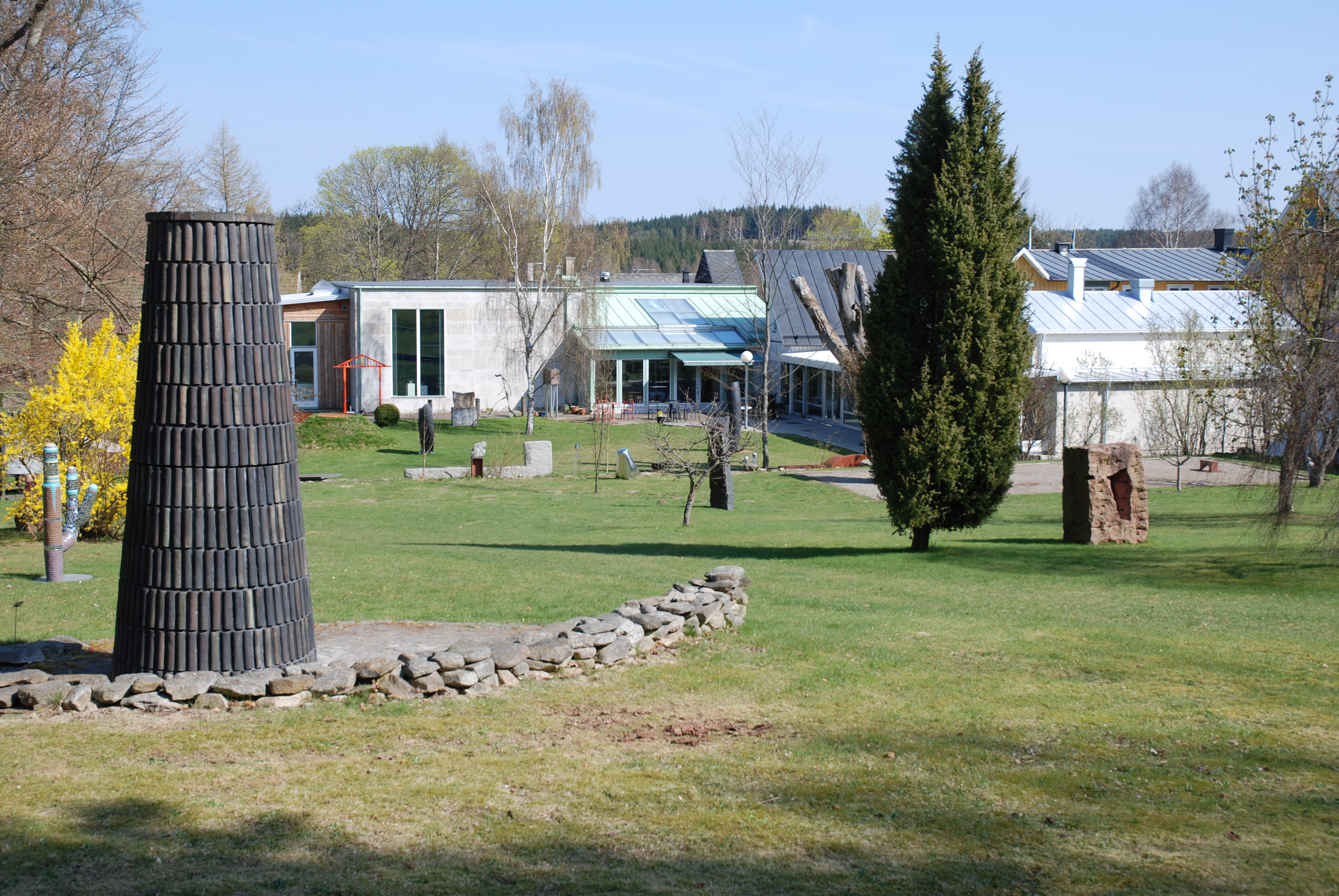
Skulpturparken vid Konsthallen Hishult. Till vänster i bilden Ulla Viottis tegelskulptur Biblioteket.

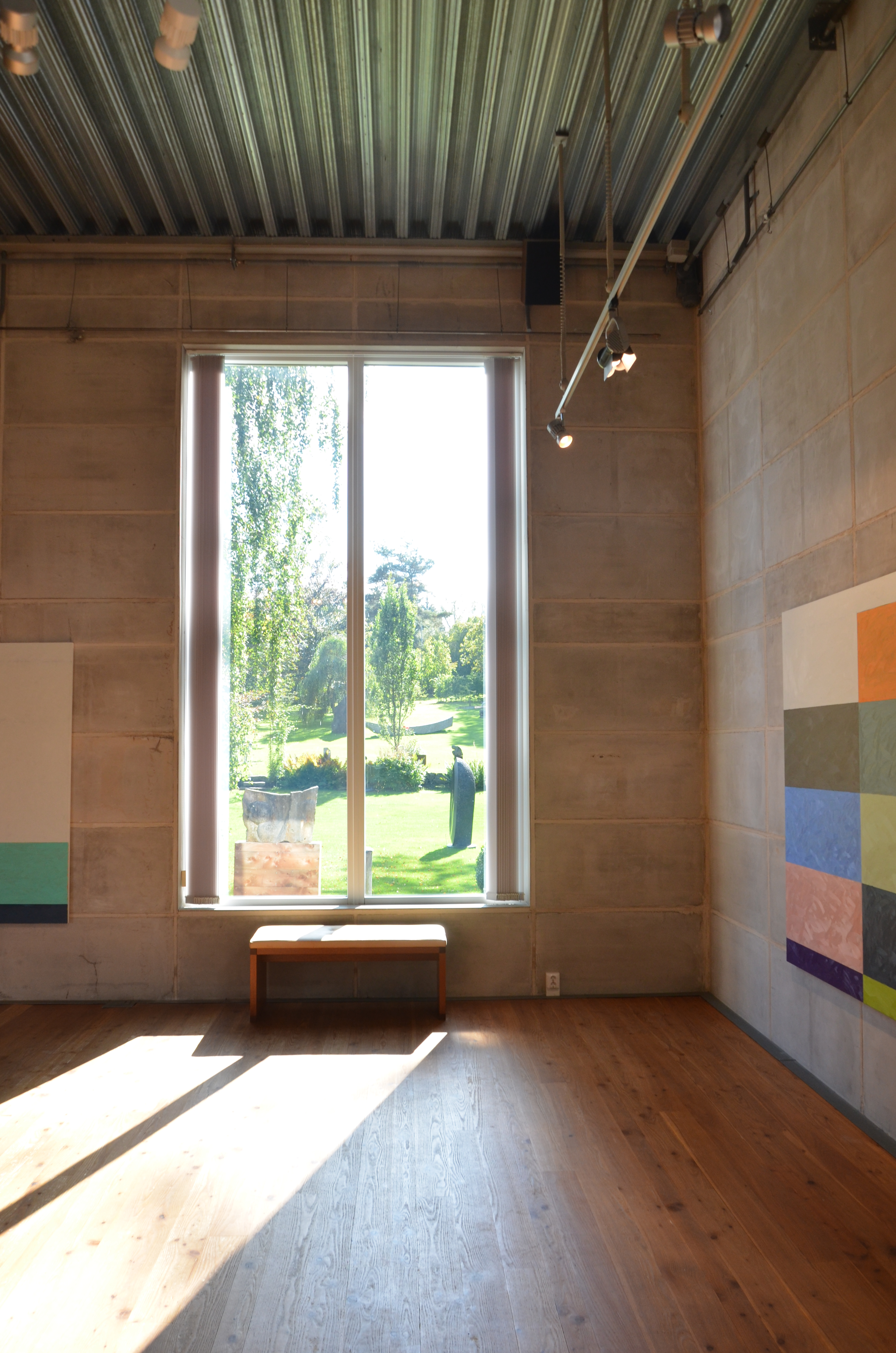
Interiör

Konsthallen Hishult är en privatägd konsthall i Hishult i Laholms kommun.
Konsthallen Hishult startade sin verksamhet 1994 på initiativ av Kjell Åke Gustafsson. Konsthallsbyggnaden är sammanbyggd med Hishults Gästgivaregård. 
I anslutning till konsthallen finns en skulpturpark med ett trettiotal skulpturer av bland andra Pål Svensson, Peter Tillberg, Stina Ekman, Ulla Viotti, Claes Hake, Staffan Nihlén, Maria Miesenberger och Bertil Herlow Svensson. 

## Bildgalleri från skulpturparken

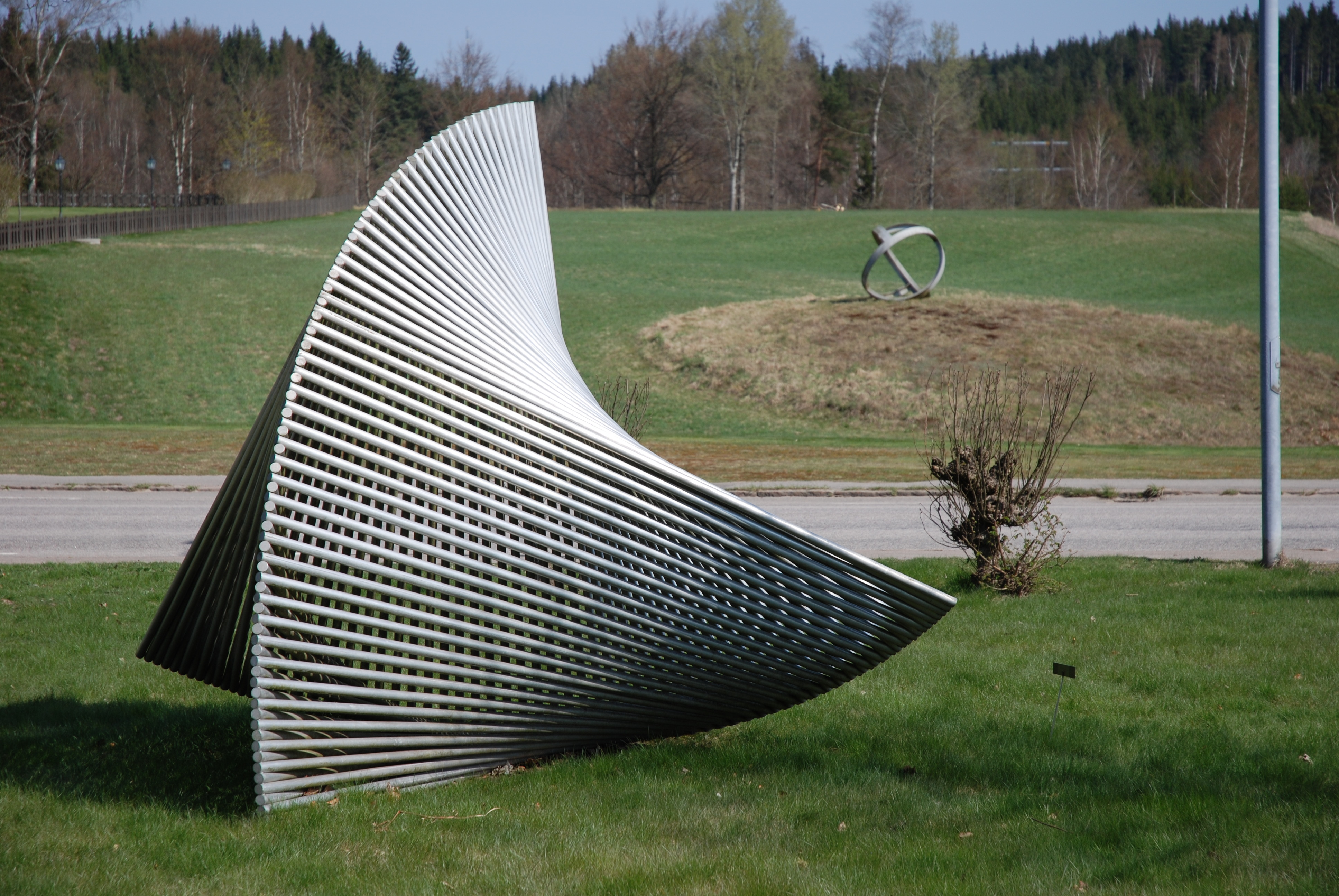
Sektorns mekanik och Fragmentarisk sfär, båda aluminium, av Bertil Herlow Svensson.
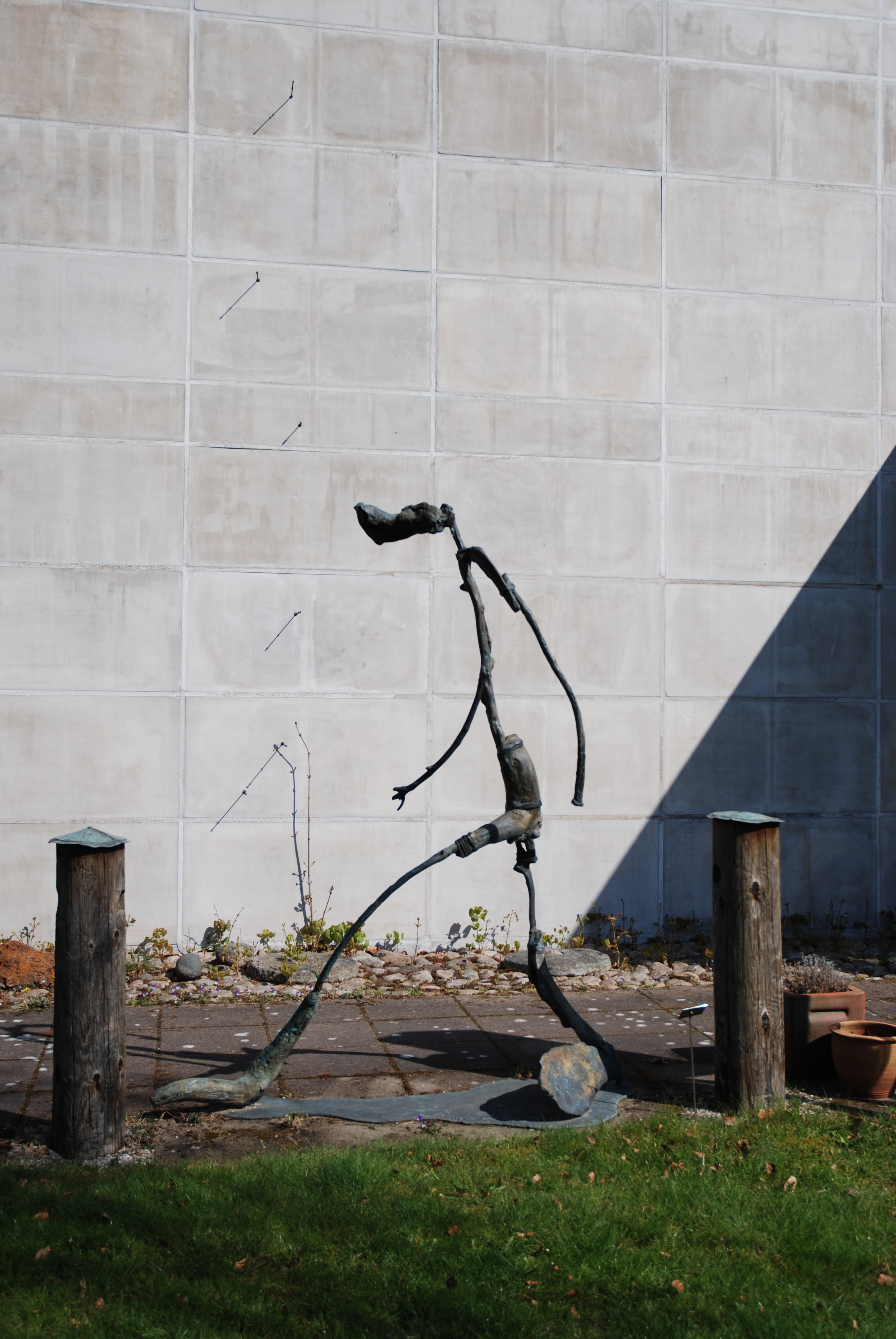
Skulptur, brons, av Peter Tillberg
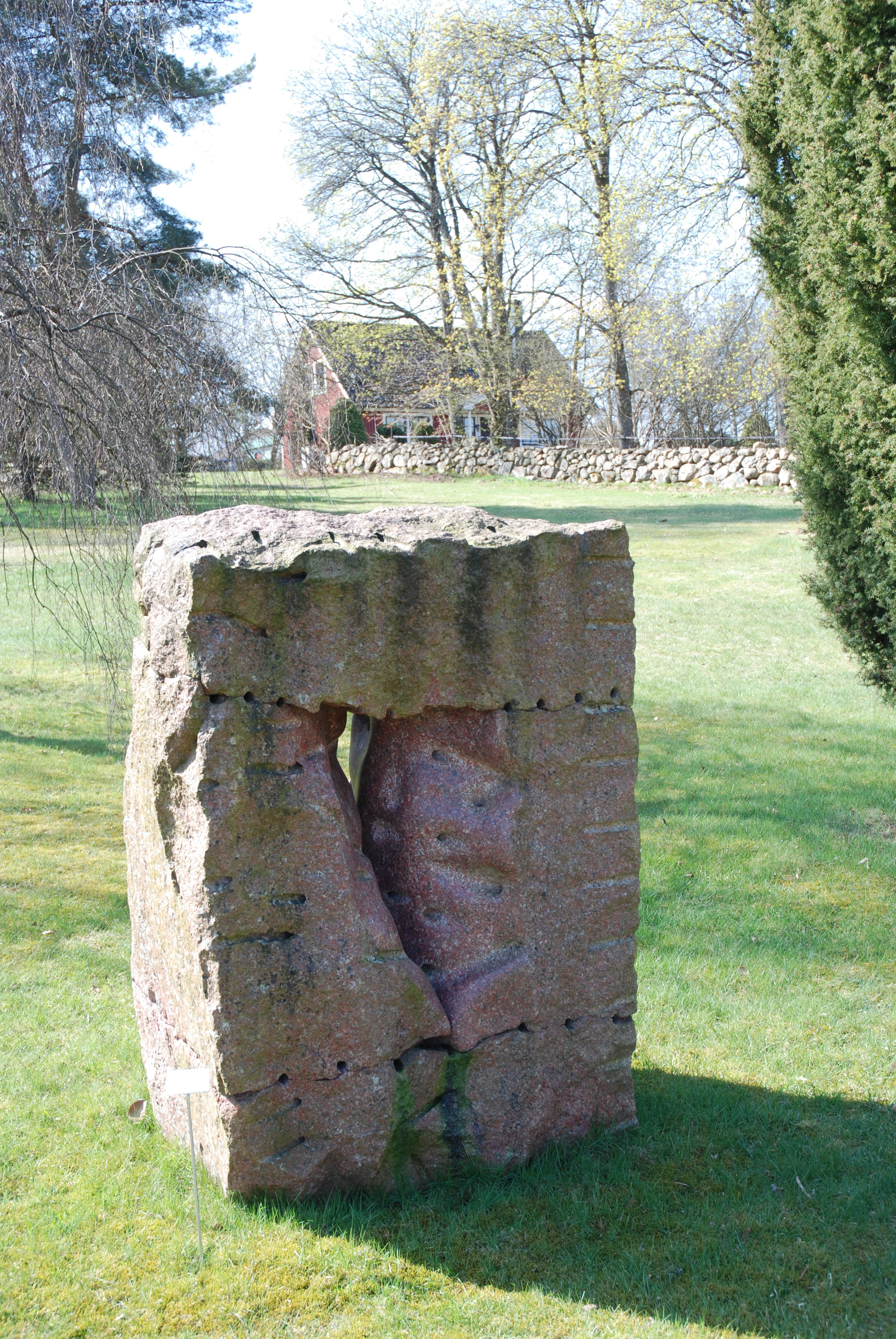
Skulptur, granit, av Claes Hake.
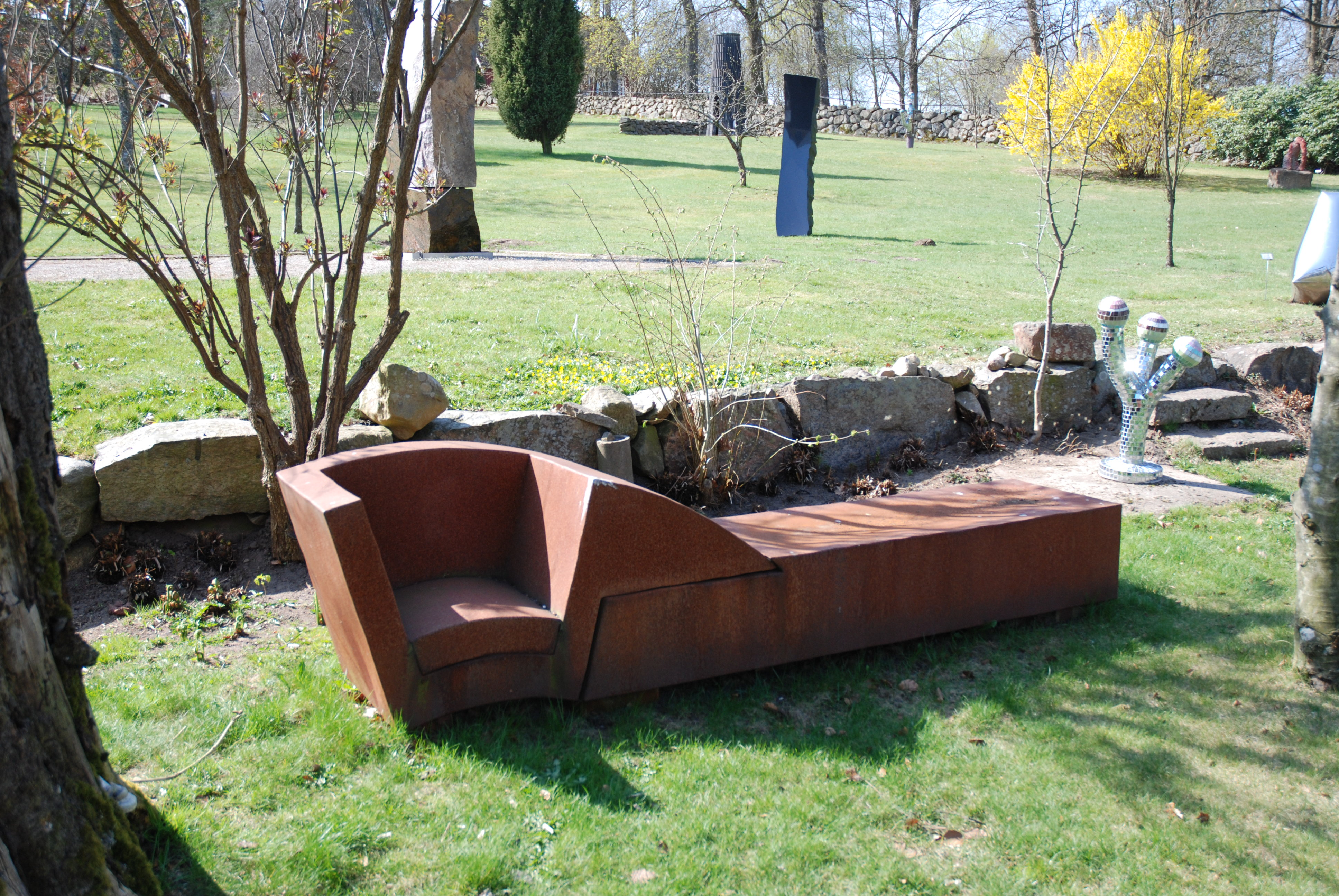
Tomas Karlssons Freud's Divan, cortenstål.